# Swanage
Swanage – miasto w Wielkiej Brytanii, w Anglii, w hrabstwie Dorset, w południowo-wschodniej części hrabstwa, nad kanałem La Manche. Położone jest na półwyspie Purbeck, w jego wschodnim końcu.  Początkowo niewielki port, dziś miasto jest ośrodkiem turystycznym o znaczeniu ponadregionalnym.

## Turystyka
Miasto leży na wschodnim końcu Wybrzeża Jurajskiego, znajdującego się na Liście światowego dziedzictwa UNESCO. Znane jest również z szerokich, piaszczystych plaż. W jego pobliżu znajduje się latarnia morska Anvil Point.

## Miasto partnerskie
- Rüdesheim am Rhein

## Swanage w kulturze
- Teledysk Jamesa Blunta Carry You Home nakręcono w Swanage.
- Ze Swanage pochodzi Basil Fawlty - bohater Hotelu Zacisze - serialu Johna Cleese.